# Nemea (Stadt)
Nemea (griechisch Νεμέα (f. sg.)) ist eine Stadt in der griechischen Region Peloponnes und Sitz der gleichnamigen Gemeinde Nemea. Die Stadt liegt auf etwa 320 Höhenmetern inmitten eines bedeutenden Weinanbaugebietes und hat 3853 Einwohner. Hier wird von über 30 Weingütern der Nemea-Rotwein erzeugt. Vom Ort aus führen die Wanderwege ‚Wege des Weins‘ (Δρόμοι του Κρασιού Drómi tou Krasioú) in die Weinberge.
Ursprünglich hieß der Ort Agios Georgios (Άγιος Γεώργιος). Er wurde im 20. Jahrhundert nach dem etwa 3 km weiter östlich gelegenen Heiligtum von Nemea umbenannt. Am westlichen Ortsausgang befindet sich die kleine Agios-Georgios-Kirche aus dem 18. Jahrhundert. Es handelt sich um eine einschiffige Kirche, die etwa in der Mitte ein höhergelegenes Querschiff hat, wodurch die Kirche eine Kreuzform erhält.